# Xinzheng
Xinzheng (新郑市S, XīnzhèngP) è una città-contea della Cina, situata nella provincia di Henan e amministrata dalla prefettura di Zhengzhou.